# Arbeitsunfähigkeitsbescheinigung

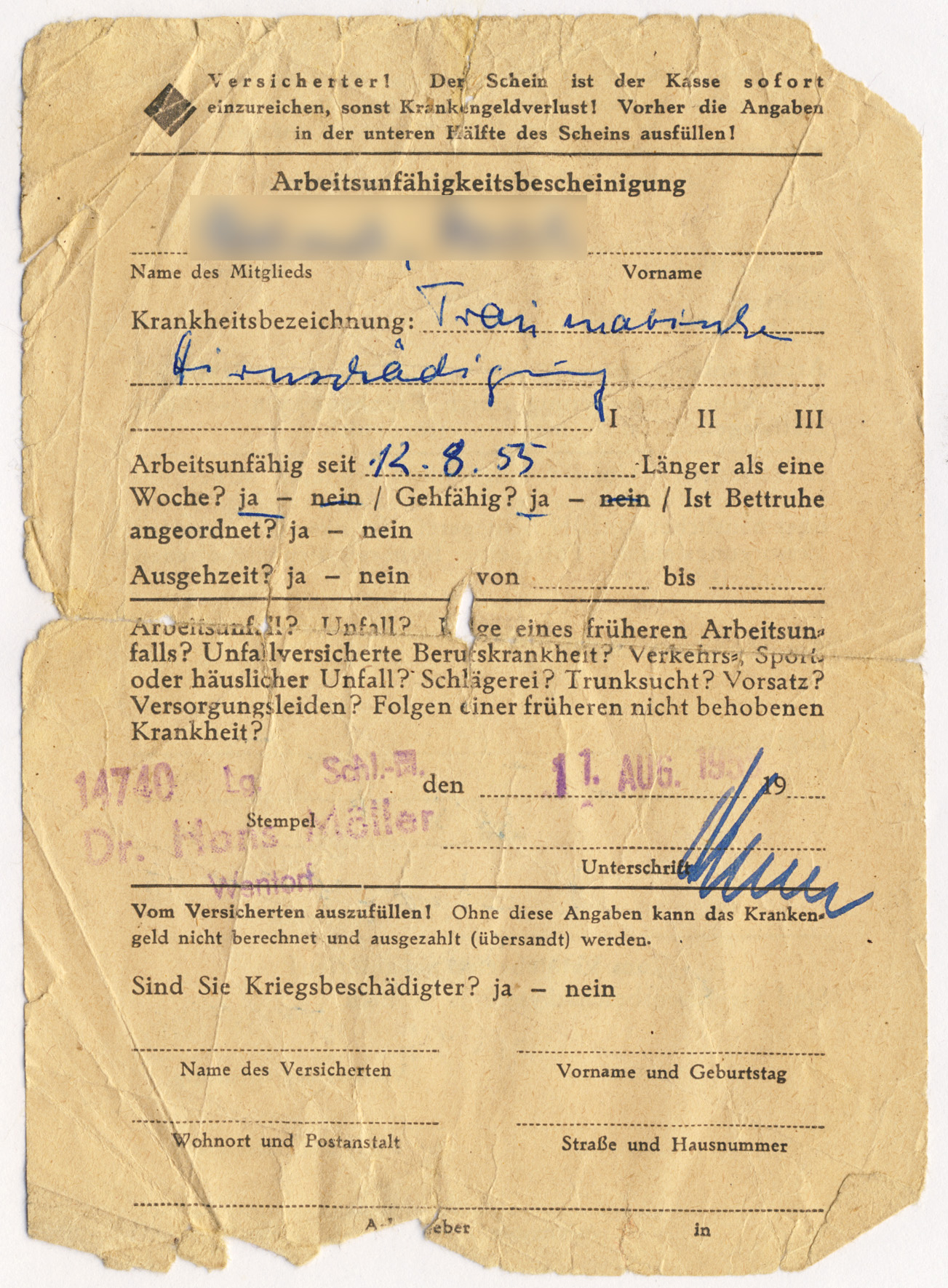
AU-Bescheinigung aus dem Jahre 1955, ausgestellt in Wentorf bei Hamburg

Die Arbeitsunfähigkeitsbescheinigung (AU-Bescheinigung, Krankschreibung; in der Schweiz Arztzeugnis, in Österreich Arbeitsunfähigkeitsmeldung genannt) ist im Arbeitsrecht die Bescheinigung eines Arztes über eine festgestellte Erkrankung der namentlich genannten Person, die diese am Erbringen ihrer Arbeitsleistung hindert.

## Allgemeines
Die Bescheinigung über die Hinderung zur Arbeit (Arbeitsunfähigkeit) muss dem Arbeitgeber nach deutschem Arbeitsrecht spätestens an dem Arbeitstag vorliegen, der auf den dritten Kalendertag der Arbeitsunfähigkeit folgt, kann jedoch vom Arbeitgeber auch schon früher verlangt werden (§ 5 EFZG). Für die Krankenversicherung ist die Arbeitsunfähigkeitsbescheinigung die leistungsauslösende Schadensmeldung.
Umgangssprachlich wird die Arbeitsunfähigkeitsbescheinigung auch manchmal als Krankenschein bezeichnet.

## Arbeitsrecht (Deutschland)

### Arbeitnehmer
Die durch Arbeitsunfähigkeitsbescheinigung bestätigte Arbeitsunfähigkeit befreit den Arbeitnehmer von seiner Arbeitspflicht, weil ihm die Arbeitsleistung ohne sein Verschulden unmöglich wird (§ 275 BGB).
Der ärztlichen Arbeitsunfähigkeitsbescheinigung wird von der Rechtsprechung ein hoher Beweiswert im Rahmen der richterlichen Beweiswürdigung zuerkannt. Aus ihr wird eine Vermutung abgeleitet, dass der Arbeitnehmer tatsächlich infolge Krankheit arbeitsunfähig war. Erst wenn es dem Arbeitgeber im Rechtsstreit gelingt, diesen Beweiswert zu erschüttern, muss der Arbeitnehmer weiteren Beweis anbieten, zum Beispiel durch Vernehmung seines behandelnden Arztes.
Bezweifelt der Arbeitgeber die Richtigkeit der ärztlichen Bescheinigung der Arbeitsunfähigkeit, so kann er gemäß § 275 Absatz 1a Satz 3 SGB V die gutachterliche Überprüfung durch den Medizinischen Dienst der Krankenversicherung verlangen.

### Beamte
Ein Beamter hat seine Arbeitsunfähigkeit dem Dienstvorgesetzten jedenfalls anzuzeigen, in der Regel unverzüglich. Einige Bundesländer regeln die Pflicht zur Vorlage einer Arbeitsunfähigkeitsbescheinigung durch Gesetz, Rechtsverordnung oder Verwaltungsvorschrift analog dem für Arbeitnehmer geltenden Recht. Vereinzelt ist die Vorlagepflicht für Beamte aber auch abweichend geregelt (zum Beispiel für Lehrer in Baden-Württemberg). Im Übrigen hat ein Beamter eine Arbeitsunfähigkeitsbescheinigung jedenfalls „auf Verlangen“ vorzulegen (welches sich allerdings gegebenenfalls auch aus der Verwaltungspraxis ergeben kann).
Als Rechtsfolgen eines unentschuldigten Fernbleibens vom Dienst sind ein Verlust der Bezüge sowie Disziplinarmaßnahmen möglich.

## Formular - bis 2021

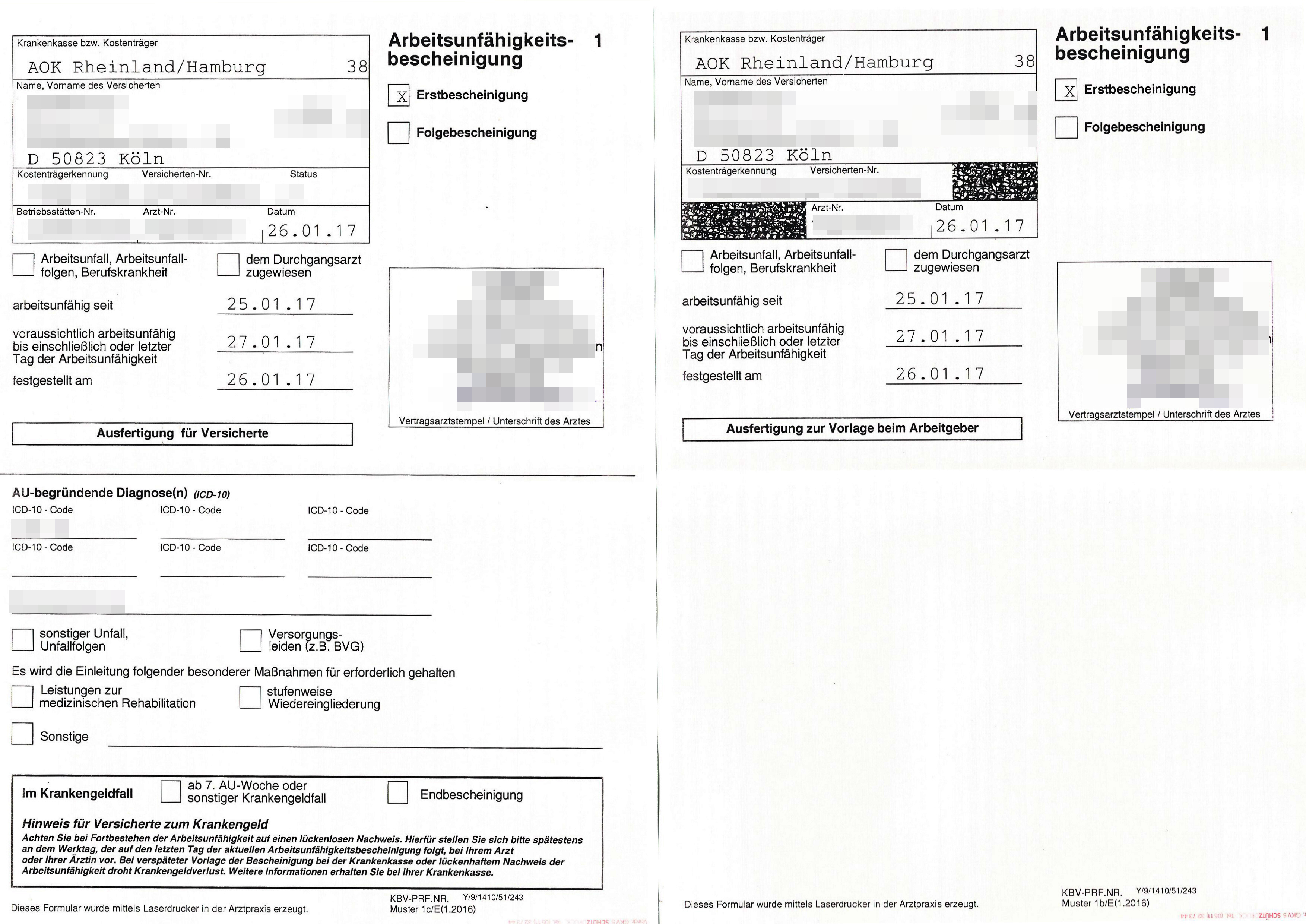
Arbeitsunfähigkeitsbescheinigung mit den Ausfertigungen für Versicherte und Arbeitgeber, 2017

Für Mitglieder der gesetzlichen Krankenversicherung wird ein vierteiliges, selbstdurchschreibendes Formular (DIN A5 – hoch) ausgestellt. Dieses Formular wurde seit 2022 nach und nach durch die Elektronische Arbeitsunfähigkeitsbescheinigung (siehe unten) abgelöst.
Für Mitglieder der privaten Krankenversicherungen ist daneben auch eine Bescheinigung in einfacher – freitextlicher – Ausfertigung möglich.

### Informationsinhalt
Bei dem konventionellen Formular handelt sich um das Muster 1 aus der zwischen der Kassenärztlichen Bundesvereinigung und dem Spitzenverband Bund der Krankenkassen geschlossenen Vordruckvereinbarung. Dieses besteht auf 4 Seiten:
1. Seite (gelb) – für die Krankenkasse (das Original)
2. Seite (gelb – deshalb die umgangssprachliche Bezeichnung: gelber Schein) – Durchschlag für den Arbeitgeber (er erhält nur die obere Hälfte – DIN A6 quer – ohne Krankheitsbezeichnung)
3. Seite (gelb) – Ausfertigung für den Versicherten
4. Seite (weiß) –  Durchschlag für den ausstellenden Arzt oder Zahnarzt (für die Krankenakte).

Informationen, die auf allen vier Seiten enthalten sind:
- Krankenkasse bzw. Kostenträger,
- Name, Adresse, Geburtsdatum und Versicherten-Nummer des Erkrankten,
- Kostenträgerkennung,
- Arztnummer und Name des attestierenden Arztes,
- Datumsangaben der Ausstellung der Bescheinigung, der Feststellung sowie des Beginns und des voraussichtlichen Endes der Arbeitsunfähigkeit,
- Erst- oder Folgebescheinigung,
- ist Arbeit die Ursache (ja/nein),
- Durchgangsarzt zugewiesen (ja/nein).

Auf der ersten, dritten und vierten Seite sind zusätzlich noch vermerkt:
- bis zu sechs Erkrankungen oder Symptomkomplexe, die Arbeitsunfähigkeit begründen können (nach ICD-10 verschlüsselt), nicht jedoch bei Bescheinigungen vom Zahnarzt;
- Status des Versicherten,
- Betriebsstättennummer,
- Unfall als Ursache (ja/nein),
- Versorgungsleiden (ja/nein),
- Rehabilitations-Leistungen erforderlich (ja/nein),
- stufenweise Wiedereingliederung (ja/nein),
- sonstige besondere Maßnahmen,
- Krankengeldfall (ja/nein), ggf. Endbescheinigung (ja/nein).

Auf der zweiten Seite (für den Arbeitgeber) fehlt aus Gründen des Gesundheitsdatenschutzes und der Ärztlichen Schweigepflicht die Bezeichnung der Erkrankung oder ihrer Symptome.
Die Krankenkasse benötigt die medizinischen Daten, um die Dauer des Anspruches auf Entgeltfortzahlung zu prüfen und ggf. den Anspruch auf Krankengeld festzustellen.

### Blankoformular
Hat der Arzt eine entsprechende Genehmigung, so kann er nach §§ 34 Abs. 1 Satz 3, 42 BMV-Ä die AU-Bescheinigung selbst unter Verwendung einer zertifizierten Praxissoftware auf einem Blankoformular mit einem Laserdrucker drucken (Blankoformularbedruckungs-Verfahren). Dazu muss er ein speziell entwickeltes Sicherheitspapier verwenden, damit Fälschungen von AU-Bescheinigungen verhindert, zumindest aber erschwert werden. Dieses Sicherheitspapier hat eine blassrosa Farbe und ein Wasserzeichen.
Um maschinelle Verarbeitung durch die Krankenkassen zu erleichtern, werden einige der oben aufgelisteten Daten per PDF417-Code auf der ersten Seite abgedruckt. Codiert werden dabei nur solche Daten, die auch menschenlesbar auf der Bescheinigung stehen.

### Verteilung der Seiten an verschiedene Adressaten
Die ersten drei Seiten werden in der Regel dem Erkrankten ausgehändigt, welcher sich um die weitere Verteilung (Seite 1 an die Krankenkasse, Seite 2 an den Arbeitgeber) kümmert. Die vierte Seite verbleibt beim ausstellenden Arzt.
Der 16. Senat des Landessozialgerichts Nordrhein-Westfalen entschied am 26. August 2004 (Az.: L 16 KR 324/03), dass der Arzt die Krankenkasse über die Arbeitsunfähigkeit zu informieren hat. Arbeitnehmern könne diese Meldepflicht des Arztes nicht übertragen werden (auch nicht durch Aushändigung der ersten Seite des Formulars). Ab 2021 ist dies mit oben genannten Terminservice- und Versorgungsgesetz geregelt. Bis dahin sieht jedoch das Bundessozialgericht die Meldung der Arbeitsunfähigkeit bei der Krankenkasse als Obliegenheit des Versicherten an.
Die Meldung kann der Arbeitnehmer auch mit Rückwirkung innerhalb einer Woche seit Eintritt der Arbeitsunfähigkeit erstatten. Sie ist an keine Form gebunden und setzt nicht die Vorlage der Bescheinigung (mittels der ersten Seite) voraus, so dass der Versicherte die Arbeitsunfähigkeit auch mündlich oder telefonisch mitteilen kann.

## Elektronische Arbeitsunfähigkeitsbescheinigung (eAU) - seit 2022/2023
Durch das am 14. März 2019 verabschiedete Terminservice- und Versorgungsgesetz (TSVG) wurde gemäß § 295 Abs. 1 Satz 1 SGB V zum 1. Januar 2021 ein einheitliches und verbindliches elektronisches Verfahren zur Übermittlung von Arbeitsunfähigkeitsdaten durch die Ärzte an die Krankenkassen eingeführt und damit die bisherigen, der Krankenkasse vorzulegenden, papiergebundenen Arbeitsunfähigkeitsbescheinigungen ersetzt. In diesem Zusammenhang wurde gesetzlich klargestellt, dass die Pflicht zur Übermittlung dieser Daten an die Krankenkassen den Ärzten und Einrichtungen obliegt, die die Arbeitsunfähigkeit feststellen. Bürgerinnen und Bürger sollen aufgrund der vorgesehenen elektronischen Übermittlung von AU-Bescheinigungen um mindestens 43 Millionen Euro entlastet werden.
Aufgrund der nicht rechtzeitig zur Verfügung stehenden technischen Infrastruktur hatten sich die konkreten Einführungstermine aber noch einmal verschoben:
- Ab dem 1. Oktober 2021 wurden die Daten der AU elektronisch an die Krankenkassen übermittelt.
- Ab dem 1. Juli 2022 versandten die Krankenkassen die AU in elektronischer Form an die Arbeitgeber.

Um die eAU auszustellen, benötigen Ärzte u. a. einen sogenannten elektronischen Heilberufsausweis (eHBA). Per September 2021 waren nach Angaben der Bundesärztekammer erst ca. 129.000 Ärzte mit einem eHBA ausgestattet, (ca. 56 % der ambulant tätigen Ärzte und ca. 16,5 % im stationären Bereich.)
Die kassenärztliche Bundesvereinigung (KBV) empfiehlt den Ärzten folgendes Vorgehen: Sind die technischen Voraussetzungen gegeben und eine Übermittlung möglich, muss die Praxis ab dem 1. Januar 2022 die eAU an die Krankenkasse übermitteln. Ist dies noch nicht möglich, muss die Praxis das Ersatzverfahren anwenden: Die oder der Versicherte erhält eine mittels Stylesheet erzeugte AU mit allen drei Ausfertigungen auf Papier (für Krankenkasse, Arbeitgeber, Versicherten). Ein digitaler Nachversand ist nicht erforderlich. Solange in einer Praxis beides genannte technisch nicht verfügbar ist, stellt sie eine papiergebundene AU mit Muster 1 aus.
Am 19. Januar 2022 entschied das Sozialgericht Dresden, dass der verspätete Zugang der eAU bei der Krankenkasse keinen Nachteil beim Krankengeldbezug nach sich zieht, wenn der Grund in fehlender technischer Ausstattung des Arztes liegt.